# Stanisław Progulski
Stanisław Michał Progulski (geb. 17. September 1874 in Nowy Sącz; ermordet 3. oder 4. Juli 1941 in Lwiw) war ein polnischer Kinderarzt und Professor für Pädiatrie an der Jan-Kazimierz-Universität zu Lemberg.

## Leben

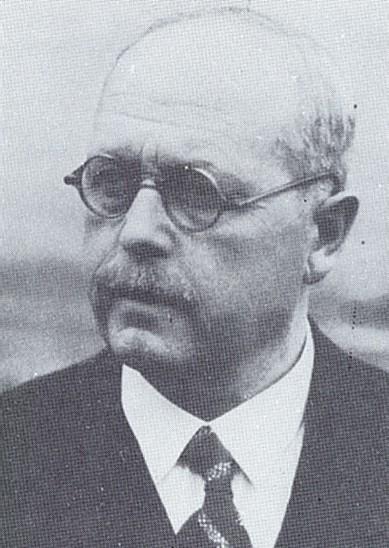
Stanisław Progulski

Stanisław Michał Progulski wurde als Sohn des Kaufmanns Stanisław und Adela (geborene Feyrichów) am 17. September 1874 im  österreichischen Neu Sandec geboren. Er besuchte Gymnasien in Podwołczyska, Neu Sandec und Krakau und studierte anschließend Medizin an der Universität Lemberg. Am 20. Februar 1902 schloss er sein Studium mit dem „Doktor der gesamten Heilkunde“ ab. Daraufhin folgten die Weiterbildung zum Kinderarzt in Berlin und die erste Anstellung ab 1904 an der Kinderklinik in Krakau unter der Leitung von Maciej Jakubowski. Bald darauf wurde er auf Einladung des Professors für Pädiatrie Jan Raczyński Assistent an dessen Lehrstuhl an der Universität Lemberg. Während des Ersten Weltkriegs diente Progulski in der österreichischen Armee und war dann Offizier der Polnischen Streitkräfte während der polnisch-ukrainischen Auseinandersetzungen um Lemberg. Aufgrund seines schlechten Gesundheitszustands wurde er im Rang eines Hauptmanns aus der Armee entlassen und kehrte an die Universität Lemberg zurück.
1918 starb Jan Raczyński, da Progulski aber noch nicht habilitiert war, wurde aus Wien Franciszek Groër auf den Lehrstuhl für Pädiatrie berufen. Progulski habilitierte sich 1922 und absolvierte wissenschaftliche Praktika in Berlin bei Otto Heubner und in Wien bei Clemens von Pirquet. Nach seiner Rückkehr wurde er zunächst Adjunkt (vergleichbar mit einem Privatdozenten) und ab 1938 als außerordentlicher Professor. Zu seinen besonderen Aktivitäten in den medizinisch-wissenschaftlichen Organisationen Polens gehören die Leitung der Lemberger Abteilungen der Polnischen Ärztegesellschaft und der Polnischen Gesellschaft für Pädiatrie, ab 1922 fungierte Progulski als Mitherausgeber der „Pedriatria Polska“ und 1931 als Kongresssekretär des Polnischen Kinderärztekongresses in Lemberg.

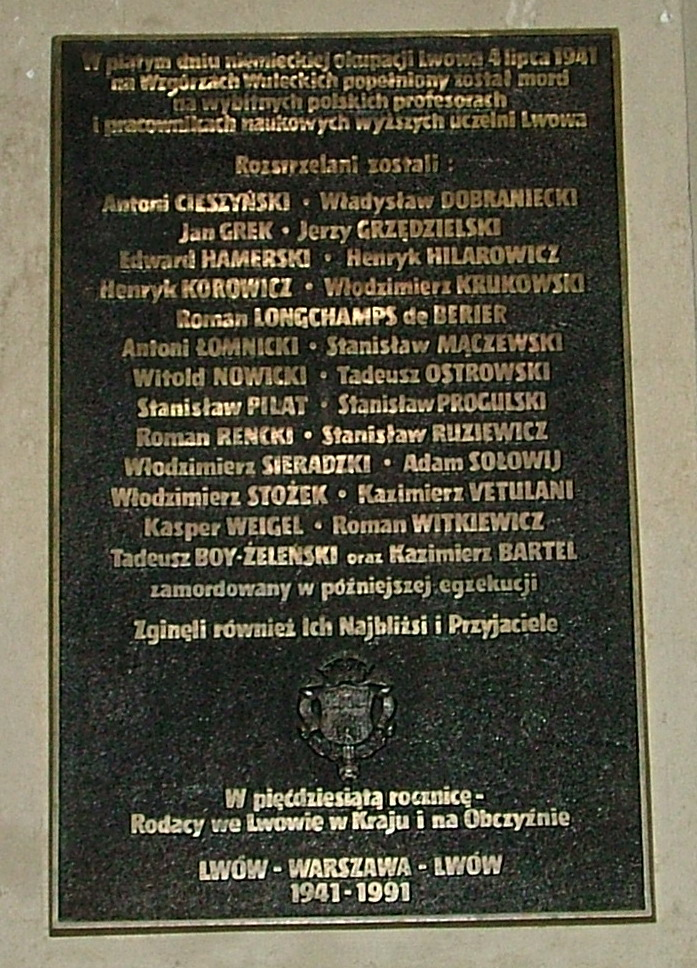
Gedenktafel an der Lemberger Kathedrale

Er veröffentlichte über 50 wissenschaftliche Arbeiten, die sich unter anderem mit der Ätiologie der Appendizitis des Kindes (er empfahl eine frühestmögliche Operation) und Diagnostik von Tuberkulose, Meningitis und Myelitiden bei Kindern beschäftigten. Er forderte die Einrichtung spezieller medizinischer Einrichtungen für Kinder mit angeborener Syphilis und eröffnete die erste derartige Abteilung in der Lemberger Kinderklinik. Eine Arbeit über die positiven Auswirkungen der Pockenimpfung fand  weite Beachtung. Er veröffentlichte Arbeiten zur Verringerung der Säuglingssterblichkeit („Higiena niemowląt“ (Handbuch der Säuglingshygiene), 1925) und entwickelte einen Inkubator für Neugeborene, den er sowohl für stationäre als auch häusliche Bedingungen vorsah (Nowy model cieplarki dla niemowląt wczesnych i wątłych (własnego pomysłu) (Neues Modell eines Inkubators für Früh- und schwache Säuglinge (eigener Entwurf)) „Pediatria Polska“, 1929). 1939 behandelte er als erster erfolgreich ein Neugeborenes mit Morbus haemolyticus neonatorum durch eine Austauschtransfusion. Die Eröffnung einer Frauenmilchbank in Lemberg im Jahr 1910 wird ihm zugeschrieben und darf als weltweit zweite solche Einrichtung betrachtet werden.
Neben seiner wissenschaftlichen und klinischen Tätigkeit war er ein erfolgreicher Fotograf. Seit 1925 war er nicht nur ordentliches Mitglied der Fotografischen Gesellschaft zu Lemberg, sondern auch mehrmals deren Vorstandsmitglied. Seine Motive waren hauptsächlich Kindern sowie Denkmäler und Landschaft von Lemberg. Bei einer internationalen Fotografieausstellung in Antwerpen erhielt er die Silbermedaille.
Wenige Tage nach Einmarsch der Deutschen Wehrmacht wurde Stanisław Progulski beim als Lemberger Professorenmorde bezeichneten Kriegsverbrechen zusammen mit seinem Sohn Andrzej (Elektroingenieur und Fotograf, geboren 1915) ermordet.
Aus der Ehe mit Julia (geborene Winiarzów, verh. 1911, Tochter eines Lemberger Buchdruckers), gingen ein weiterer Sohn und eine Tochter hervor, die nach dem Zweiten Weltkrieg in die USA übersiedelten.